# Tiến về Sài Gòn
"Tiến về Sài Gòn" là một ca khúc nhạc đỏ Việt Nam do nhạc sĩ Lưu Hữu Phước sáng tác. Ca khúc được viết năm 1966, trong bối cảnh Chiến tranh Việt Nam và Quân Giải phóng miền Nam Việt Nam có kế hoạch tiến về Sài Gòn chờ thời cơ tiến công. Năm 1967, ông gửi bài hát cho nghệ sĩ Quang Hưng thu âm làm hai băng để chuẩn bị cho cuộc tấn công Tết Mậu Thân. Tuy nhiên, một băng bị thất lạc trong sự kiện này, băng còn lại được nhạc sĩ cất giữ cẩn thận và được phát thanh tại Sài Gòn vào ngày 30 tháng 4 năm 1975.
Quang Hưng cũng là người đầu tiên thể hiện ca khúc, ông đã trình diễn ca khúc khi lưu diễn tại nhiều nước xã hội chủ nghĩa. Bài hát sau này đã được sử dụng trong nhiều đêm nhạc, sân khấu, chương trình nghệ thuật lớn nhỏ trên cả nước và là nhạc hiệu của Đài Tiếng nói Nhân dân Thành phố Hồ Chí Minh trong một giai đoạn.

## Hoàn cảnh
Sau một thời gian làm Tổng Thư ký Hội Nhạc sĩ Việt Nam, nhạc sĩ Lưu Hữu Phước được cử giữ chức Chủ tịch Hội Văn nghệ Giải phóng vào năm 1966. Trong giai đoạn này, Hoa Kỳ tham chiến vào miền Nam Việt Nam. Lưu Hữu Phước khi đó làm việc với một số nhạc sĩ, cán bộ, trí thức và được biết kế hoạch của Quân Giải phóng miền Nam Việt Nam là "tiến về đồng bằng", theo đó quân giải phóng sẽ "ém quân", tiến về Sài Gòn, chờ thời cơ đánh vào nội thành tạo điều kiện cho người dân nổi dậy. Tháng 4 năm 1966, ông viết bản nhạc "Tiến về Sài Gòn". Có thông tin cho rằng ông đã "thai nghén" bài hát này từ năm 1960 khi Mặt trận Dân tộc Giải phóng miền Nam Việt Nam ra đời.
Năm 1967, khi ra miền Bắc, nhạc sĩ Lưu Hữu Phước gửi ca khúc này cho nghệ sĩ Quang Hưng và dặn nghệ sĩ này tập bằng cả hai giọng miền Nam và miền Bắc, để đến ngày tiếp quản Sài Gòn sẽ thu thanh rồi phát sóng cho đồng bào hai miền nghe. Quang Hưng chỉ mất hai ngày để tập xong ca khúc, nhạc sĩ Lưu Hữu Phước chấp nhận và sau đó nghệ sĩ thu âm tại Đài tiếng nói Việt Nam, với một băng thu giọng miền Bắc và một băng thu giọng miền Nam, không hề biết ý đồ của Lưu Hữu Phước sáng tác chuẩn bị cuộc tổng tiến công Mậu Thân của quân giải phóng. Lưu Hữu Phước sau đó giao một cuốn băng cho nhóm chiến sĩ chiếm Đài phát thanh Sài Gòn nhưng thất bại, băng nhạc cũng bị mất. Cuốn băng còn lại, ông cẩn thận cất giữ, giấu trong thùng gạo, và vào chiến dịch Hồ Chí Minh ông lại trao cho một cánh quân, đánh chiếm Đài phát thanh Sài Gòn và phát trên sóng của đài này vào ngày 30 tháng 4 năm 1975. Bản nhạc "Tiến về Sài Gòn" vang trên sóng Đài phát thanh Sài Gòn vào lúc 12 giờ 15 phút ngày 30 tháng 4, và ngay sau đó Tổng thống Việt Nam Cộng hòa Dương Văn Minh tuyên bố đầu hàng. Khi Quang Hưng nghe bài hát này trên sóng đài Sài Gòn trong ngày 30 tháng 4, lần đầu tiên kể từ khi thu thanh bài hát năm 1967, ông mới được nghe bài hát này do chính mình hát. Quang Hưng chính là người đầu tiên thu âm và thể hiện ca khúc.

## Đón nhận
Sau khi Quang Hưng thu âm ca khúc, ông cùng một đoàn nghệ thuật của Việt Nam lưu diễn tại tám nước trong khối xã hội chủ nghĩa. Tại Trung Quốc, Tổng lý Quốc vụ viện Chu Ân Lai lên tặng hoa và nói "Chúc các đồng chí sớm tiến về Sài Gòn", đồng thời cho người mang 10 hòm súng AK gồm 50 khẩu tặng cho 50 thành viên trong đoàn. Tại Cuba, Fidel Castro được cho là ưa thích bài hát này khi Quang Hưng trình diễn và một nghệ sĩ người Anh tên Ewan MacColl tập bài "Tiến về Sài Gòn" và đổi lại, dạy Quang Hưng hát bài "Bài ca Hồ Chí Minh" (The Ballad of Ho Chi Minh). Về Việt Nam, ông thu thanh "Bài ca Hồ Chí Minh" trên Đài Tiếng nói Việt Nam và biểu diễn ở khắp nơi, trong khi Ewan mang "Tiến về Sài Gòn" về Anh.
Ngày 30 tháng 4 năm 1975, khi quân giải phóng tiến vào Dinh Độc Lập và Dương Văn Minh đầu hàng, bài "Tiến về Sài Gòn" được phát trên cả Đài tiếng nói Việt Nam và Đài phát thanh Sài Gòn. Ca khúc được chọn làm nhạc hiệu của Đài Tiếng nói Nhân dân Thành phố Hồ Chí Minh cùng với bài "Đất nước trọn niềm vui" của nhạc sĩ Hoàng Hà. Bài hát sau này được hát tại nhiều đêm nhạc, sân khấu, chương trình nghệ thuật và chính luận lớn nhỏ tại Việt Nam, đặc biệt trong các dịp kỷ niệm sự kiện 30 tháng 4 năm 1975. Năm 2025, trong một chương trình chào mừng kỷ niệm 50 năm thống nhất Việt Nam tại Hà Nội, Đông Hùng đã thể hiện "Tiến về Sài Gòn" trong đó có kết hợp bản thu gốc của bài hát được phát vào ngày 30 tháng 4 năm 1975.